# Beaucoups of Blues (песня)
«Beaucoups of Blues» — песня, написанная Баззом Рабином. Исполнена Ринго Старром и выпущена как заглавная песня его одноимённого альбома в стиле кантри, вышедшего в 1970 году на лейбле Apple Records. Выпущена на сингле (первый сольный сингл Старра) в нескольких странах, (сингл в Великобритании не выпускался); в чарте синглов США сингл достиг 87-го места, в чарте синглов Германии — 43-го места. На оборотной стороне сингла была выпущена песня «Coochy Coochy» (автор — Ричард Старки).